# Wolimierz
Wolimierz (niem. Volkersdorf) – wieś w Polsce położona w województwie dolnośląskim, w powiecie lubańskim, w gminie Leśna.
Przez Wolimierz przepływa potok Łużyca, oraz przez Starą Skibę płynie strumyk Złotniczka. Podzielona jest na dwie części: Nową Skibę (okolice kościoła) i Starą Skibę.
W latach 1975–1998 miejscowość administracyjnie należała do województwa jeleniogórskiego.

## Zabytki

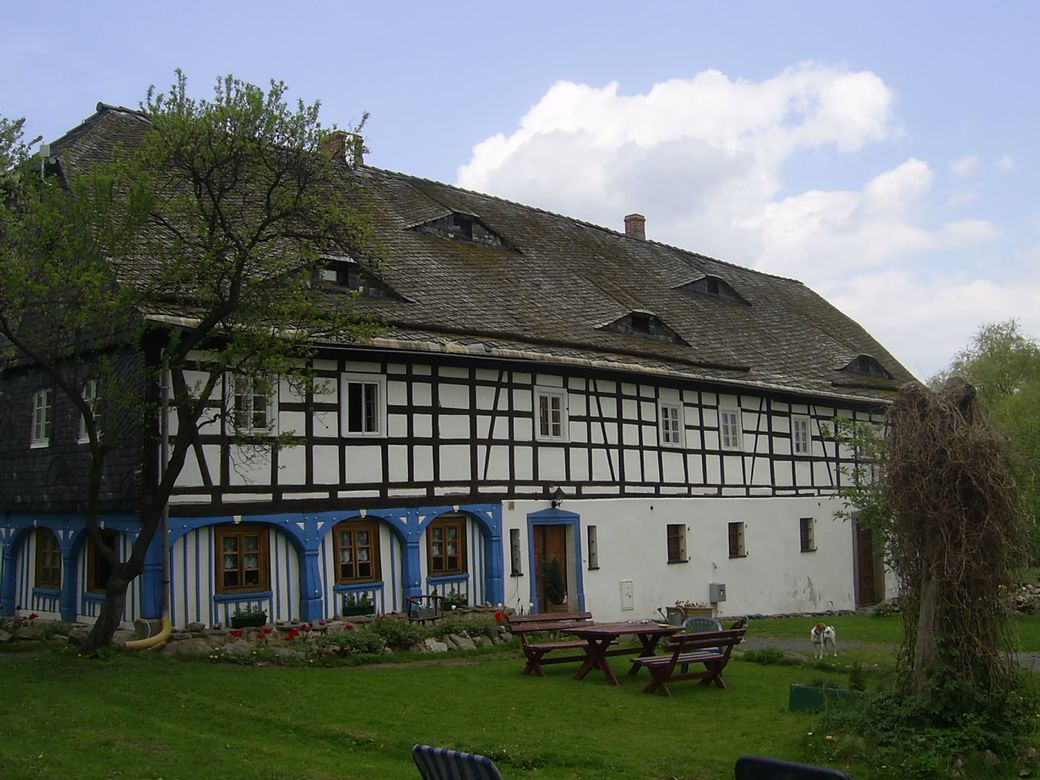
Dom przysłupowy o numerze 155

Do wojewódzkiego rejestru zabytków wpisane są obiekty:
- kościół ewangelicki, obecnie rzymskokatolicki filialny pw. Wniebowzięcia Najświętszej Marii Panny, z 1668 r., przebudowany w 1867 r.
- cmentarz, dawny ewangelicki, przy kościele, z XVII w.

Pozostałe zabytki:
- łużyckie domy przysłupowe;
- ponad 200-letnie drzewa, m.in. tuja o średnicy pnia 230 cm, przy domu przysłupowym nr 155.

## Turystyka
O atrakcyjności turystycznej Wolimierza świadczą: podgórski klimat, sieć szlaków turystycznych i rowerowych oraz zasoby naturalnych surowców, a także bliskość Świeradowa-Zdroju. W Wolimierzu funkcjonuje dobrze zorganizowana sieć gospodarstw agroturystycznych.

### Szlaki turystyczne
- Szlak rowerowy ER-10 Smeda-Kwisa-Bóbr – łączy dwa obszary, położone na Pogórzu Izerskim: powiat lwówecki (po stronie polskiej) i mikroregion frýdlantski (po stronie czeskiej);
- Główny Sudecki Szlak Konny;
- Biedrzychowice – Złotniki – Giebułtów – Wolimierz – Czerniawa-Zdrój (23,2 km) – szlak prowadzi przez Wolimierz i dalej do zbiegu potoków, za kościołem w lewo do torów dawnej linii kolejowej Mirsk – Jindřichovice pod Smrkem;
- Rębiszów – Wolimierz – Pobiedna (17 km) – przebiega przez gminy Mirsk i Leśna. Spina kilka istniejących szlaków, w tym żółty biegnący na Stóg Izerski z Rybnicy, zielony z Lwówka Śląskiego na Stóg Izerski; czerwony z Biedrzychowic do Pobiednej oraz zielony z Lubania przez Leśną, Świecie i Pobiedną;
- Lubań – Leśna – Wolimierz – Stóg Izerski[6].